# Zwaardemaker (Zaans bedrijf)
Zwaardemaker is de naam van een bedrijf dat in 1810 werd opgericht te Zaandam. Het bevindt zich aan de Oostzijde en was tevens aan de Zaan gelegen.
In 1810 startte men met enkele pelmolens om gort te vervaardigen. Uiteindelijk bezat men de pelmolens: De Koning David, De Liefde en Het Wapen van Friesland. In 1900 werd echter een stoompellerij gesticht. Er bestonden immers geene bedenkingen tegen de plannen tot het bouwen van eene stoomgortpellery. De fabriek droeg de naam: De Alkmaar. Het bedrijf heette nu: N.V. Stoomgortpellerij v/h J. Zwaardemaker Hzn.. De fabriek werd echter weldra te klein en in 1913 werd een nieuwe fabriek gebouwd onder architectuur van B. Schelling. De N.V. Nederlandsche Betonijzerbouw zorgde voor de realisatie. Het betrof massieve gebouwen en een silo van 30 meter hoog die in 1914 gereedkwam.
In 1929 begon men ook mengvoeders te produceren onder de naam Concordia. Daarom werd in 1930 de naam gewijzigd in: Zwaardemaker's Handel en Industrie N.V.. Niettemin bleef gort nog van belang, temeer daar de zuivelindustrie gortepap ging produceren. De mengvoeders namen echter een steeds belangrijker plaats in. In 1939 werkten er 114 mensen in het bedrijf.
Na de Tweede Wereldoorlog kwam aan het gebruik van gort als volksvoedsel snel een einde. De gortpellerij werd in 1951 gesloten. Het mengvoederbedrijf breidde uit en moderniseerde. In 1957 werd er nog een mengsilo bijgebouwd en in 1958 werd nog een van Europa's modernste elektronisch bestuurde mengvoederinstallaties in gebruik genomen.
In 1962 werd Zwaardemaker echter overgenomen door Meneba. Deze verkocht het bedrijf weer aan Koudijs, waarop het in 1967 werd gesloten. 40 mensen werden ontslagen. In 1973 werden de gebouwen gekocht door zaadhandel Van Gelder, die een deel van het pand als opslagruimte inzette. In 1977 brak een brand uit, waarbij de opslagplaats grotendeels werd verwoest. Een nieuwe opslagloods moest worden gebouwd, waarna Van Gelder tot 2000 het pand bleef betrekken.

## Heden
Ondertussen werd het complex in 1998 gekocht door woningstichting Patrimonium. Er zouden appartementen in de nog bestaande gebouwen worden aangebracht. In 2003 maakte de gemeente Zaanstad bekend dat de zuigermond met zwenkarm aan de Zaanzijde gehandhaafd dient te blijven. Ook de tank boven op het gebouw bleef bestaan. Naast het complex verscheen nog een nieuw appartementengebouw.